# Moulin de Layat
Le ruisseau du Moulin de Layat est un ruisseau français qui coule dans le département du Puy-de-Dôme. Il prend sa source dans les monts du Livradois et se jette dans la Dore en rive gauche. C'est donc un sous-affluent de la Loire par la Dore, puis par l'Allier.

## Géographie
Le ruisseau du Moulin de Layat change trois fois de nom sur son parcours. 
Il prend sa source à 600 mètres d’altitude, au hameau de Tiologne (commune d’Estandeuil), dans le massif du Livradois. Il se nomme alors « ruisseau des Rioux ».  Dès le départ, il s'oriente vers le nord-est, direction qu'il maintient tout au long de son parcours. 
Il traverse d’abord un plateau herbeux puis alimente un étang à Laboureyras. Après celui-ci il prend le nom de « ruisseau de Bonnachal » et s’enfonce dans des gorges. Il est rejoint en rive droite par le ruisseau de Saint-Flour à la hauteur de la route départemental D58. À cet endroit il prend son nom définitif de ruisseau du Moulin de Layat.
Son parcours continue vers le nord-est et devient parallèle à celui de la Dore. Peu éloignés l’un de l’autre les deux cours d’eau son séparés par une barrière rocheuse d’environ 150 mètres d’altitude. Le ruisseau rejoint la Dore en rive gauche peu avant Courpière.

## Affluents
- Ruisseau de l'étang de Saint-Flour
- Ruisseau de la Dugne

## Communes traversées
D'amont en aval, le ruisseau traverse les communes suivantes, toutes situées dans le département du Puy-de-Dôme : 
- Estandeuil
- Trézioux
- Saint-Flour (Puy-de-Dôme)
- Courpière